# Henri Hoevenaers
Henri Hoevenaers (n. 1 august 1902, Antwerpen, Flandra, Belgia – d. 12 noiembrie 1958, Antwerpen, Flandra, Belgia) a fost un ciclist de performanță ce a reprezentat Belgia, medaliat olimpic. A participat la o ediție a Jocurilor Olimpice (1924) în care a câștigat două medalii de argint.